# 下田晃太郎
下田 晃太郎（しもだ こうたろう）は、日本の作曲家、編曲家。Elements Garden所属。

## 提供作品

### アーティスト
- 藤川千愛
  - 援助交際（編曲）
  - 遥か彼方（編曲）
- まねきケチャ
  - Awesome!（作曲・編曲・ギター） / TVアニメ『RPG不動産』ED
- ナナランド
  - 開花宣言！（作曲・編曲）/『バズリズム02』2021年10月度ED、『相席食堂』2021年10月度ED[1]
- 煌めき☆アンフォレント
  - 輪廻×レインカーネーション（作曲・編曲）/ TVアニメ『やくならマグカップも 二番窯』実写パート『やくならマグカップも-やくもの放課後-』主題歌[2]

### アニメ・ゲーム
- うたの☆プリンスさまっ♪
  - Morning in the sky（編曲・ベース）[3]
- D4DJ
  - アンチクロックワイズ（編曲）
- カードファイト!! ヴァンガード overDress
  - Fateful…（編曲）/ED主題歌[4]
- BanG Dream! オリジナル曲
  - flame of hope（編曲）
  - Sweets BAN!（作曲・編曲）
  - Secret dawn（編曲）
- BanG Dream! カバー曲
  - インフェルノ（編曲）
  - chAngE（編曲）
  - ルカルカ★ナイトフィーバー（編曲）
  - 秒針を噛む（編曲）
  - LEVEL5-judgelight-（編曲）
  - Nevereverland（編曲）
  - ムーンライト伝説（編曲）
  - CQCQ（編曲）
  - サムライハート(Some Like It Hot!!)（編曲）
  - アゲハ蝶（編曲）
  - 春〜Spring〜（編曲）
  - ヒューマノイド（編曲）
  - 怪物（編曲）
  - ハッピー☆マテリアル（編曲）
  - 月光花（編曲）